# Marizol Landázuri
Narcisa Marizol Landázuri Benítez (ur. 13 czerwca 1991 w Esmeraldas) – ekwadorska lekkoatletka, sprinterka. Czterokrotna medalistka mistrzostw Ameryki Południowej, dwukrotna medalistka mistrzostw ibero-amerykańskich, złota medalistka igrzysk Ameryki Południowej, uczestniczka igrzysk olimpijskich w Rio de Janeiro i Tokio.

## Przebieg kariery
W 2013 zdobyła trzy medale igrzysk narodowych rozgrywanych w Cuenca, a także brązowy medal igrzysk boliwaryjskich w Trujillo. Rok później została srebrną medalistką mistrzostw ibero-amerykańskich w konkurencji biegu na 200 m. Uczestniczyła w mistrzostwach świata w Pekinie, w ramach których startowała w konkurencji biegu na 100 m i odpadła w eliminacjach, zajmując 6. pozycję. W 2016 wywalczyła drugi w karierze medal mistrzostw ibero-amerykańskich, w konkurencji biegu na dystansie 100 m.
W czasie letnich igrzysk olimpijskich w Rio de Janeiro rywalizowała w konkurencji biegu na 100 m. Odpadła w półfinale, zajmując w swej kolejce 6. pozycję z czasem 11,27.
W 2017 otrzymała brązowy medal mistrzostw Ameryki Południowej w biegu sztafetowym 4 × 100 m. Była też uczestniczką mistrzostw świata w Londynie, gdzie startowała w dwóch konkurencjach – zarówno w biegu na 100 m i biegu sztafetowym 4 × 100 m odpadła w eliminacjach, zajmując przy tym odległe pozycje w swej kolejce. W 2018 została złotą medalistką igrzysk Ameryki Południowej w konkurencji biegu na 100 m. W 2021 osiągnęła swój największy dotychczasowy sukces w karierze, zdobywając na mistrzostwach Ameryki Południowej trzy medale – srebrny w biegu na dystansie 100 i 200 m oraz brązowy w biegu sztafetowym 4 × 100 m.
W ramach igrzysk olimpijskich w Tokio startowała w konkurencji biegu sztafetowego 4 × 100 m. Odpadła w fazie eliminacji, zajmując w swej kolejce ostatnią 8. pozycję z czasem 43,69 (przy tym sztafeta ekwadorska tym rezultatem ustanowiła nowy rekord kraju).

## Osiągnięcia
| Rok     | Zawody                          | Miasto         | Miejsce | Konkurencja        | Wynik   |
| ------- | ------------------------------- | -------------- | ------- | ------------------ | ------- |
| 2013    | Igrzyska boliwaryjskie          | Trujillo       | 3.      | sztafeta 4 × 100 m | 44,29   |
| 2014    | Mistrzostwa ibero-amerykańskie  | São Paulo      | 5.      | bieg na 100 m      | 11,61   |
| 2014    | Mistrzostwa ibero-amerykańskie  | São Paulo      | 2.      | bieg na 200 m      | 23,60   |
| 2015    | IAAF World Relays               | Nassau         | 1.      | sztafeta 4 × 100 m | 44,14   |
| 2015    | Mistrzostwa Ameryki Południowej | Lima           | 7.      | bieg na 100 m      | 11,96   |
| 2015    | Mistrzostwa Ameryki Południowej | Lima           | 4.      | sztafeta 4 × 100 m | 45,33   |
| 2015    | Igrzyska panamerykańskie        | Toronto        | 6. SF   | bieg na 100 m      | 11,34   |
| 2015    | Igrzyska panamerykańskie        | Toronto        | 7. H    | bieg na 200 m      | 23,74   |
| 2015    | Igrzyska panamerykańskie        | Toronto        | 4. H    | sztafeta 4 × 100 m | 44,64   |
| 2015    | Mistrzostwa świata              | Pekin          | 6. H    | bieg na 100 m      | 11,48   |
| 2016    | Mistrzostwa ibero-amerykańskie  | Rio de Janeiro | 3.      | bieg na 100 m      | 11,35   |
| 2016    | Mistrzostwa ibero-amerykańskie  | Rio de Janeiro | 6.      | bieg na 200 m      | 23,61   |
| 2016    | Letnie igrzyska olimpijskie     | Rio de Janeiro | 6. SF   | bieg na 100 m      | 11,27   |
| 2017    | IAAF World Relays               | Nassau         | 1.      | sztafeta 4 × 100 m | 44,26   |
| 2017    | Mistrzostwa Ameryki Południowej | Asunción       | 4.      | bieg na 100 m      | 11,30   |
| 2017    | Mistrzostwa Ameryki Południowej | Asunción       | 7.      | bieg na 100 m      | 23,93   |
| 2017    | Mistrzostwa Ameryki Południowej | Asunción       | 3.      | sztafeta 4 × 100 m | 44,53   |
| 2017    | Mistrzostwa świata              | Londyn         | 6. H    | bieg na 100 m      | 11,59   |
| 2017    | Mistrzostwa świata              | Londyn         | 7. H    | sztafeta 4 × 100 m | 43,94   |
| 2018    | Igrzyska Ameryki Południowej    | Cochabamba     | 1.      | bieg na 100 m      | 11,12   |
| 2018    | Igrzyska Ameryki Południowej    | Cochabamba     | 5.      | bieg na 200 m      | 23,65   |
| 2018    | Mistrzostwa ibero-amerykańskie  | Trujillo       | 4.      | bieg na 100 m      | 11,71   |
| 2019    | IAAF World Relays               | Jokohama       | 8. H    | sztafeta 4 × 100 m | 44,74   |
| 2019    | IAAF World Relays               | Jokohama       | 6.      | sztafeta 4 × 200 m | 1:35,91 |
| 2021    | World Athletics Relays          | Chorzów        | 5.      | sztafeta 4 × 100 m | 44,43   |
| 2021    | World Athletics Relays          | Chorzów        | 3.      | sztafeta 4 × 200 m | 1:36,86 |
| 2021    | Mistrzostwa Ameryki Południowej | Guayaquil      | 2.      | bieg na 100 m      | 11,39   |
| 2021    | Mistrzostwa Ameryki Południowej | Guayaquil      | 2.      | bieg na 200 m      | 23,35   |
| 2021    | Mistrzostwa Ameryki Południowej | Guayaquil      | 3.      | sztafeta 4 × 100 m | 45,66   |
| 2021    | Mistrzostwa Ameryki Południowej | Guayaquil      | 4.      | sztafeta 4 × 400 m | 3:44,47 |
| 2021    | Letnie igrzyska olimpijskie     | Tokio          | 8. H    | sztafeta 4 × 100 m | 43,69   |
| Źródło: |                                 |                |         |                    |         |

## Rekordy życiowe
(stan na 29 marca 2022)
- bieg na 100 m – 11,12 (6 czerwca 2018, Cochabamba)
- bieg na 200 m – 23,32 (29 października 2017, Quito)
- bieg na 400 m – 55,19 (17 kwietnia 2021, Guayaquil)
- sztafeta 4 × 100 m – 43,69 (5 sierpnia 2021, Tokio)
- sztafeta 4 × 200 m – 1:35,91 (12 maja 2019, Jokohama)
- sztafeta 4 × 400 m – 3:44,47 (31 maja 2021, Guayaquil)

Źródło: 